# Thierry Bodson
Thierry Bodson (Luik, 29 december 1960) is een Belgisch syndicalist voor het ABVV.

## Levensloop
Bodson behaalde een diploma graduaat boekhouding aan het Economisch Hoger Onderwijs Stad Luik. In 1992 werd hij verantwoordelijk voor de werkloosheidskas van het ABVV voor het gewest Luik-Hoei-Borgworm, alwaar hij in 1994 adjunct gewestelijk secretaris van werd. In 2002 werd hij verkozen tot gewestelijk secretaris van dit ABVV-gewest en in 2008 tot algemeen secretaris van het Waals ABVV. In zijn hoedanigheid als algemeen secretaris was hij lid van het federaal bureau van het ABVV. Hij volgde Jean-Claude Vandermeeren op in deze functie.
Vanuit deze functies bij de socialistische vakbond oefende Bodson tal van mandaten uit. Hij speelde een belangrijke rol tijdens de sociale acties in de herfst van 2012, toen de vakbonden scherp van leer trokken tegen de bezuinigingen van de federale regering, fiscale inwijkelingen en het eenheidsstatuut.
Op 9 juni 2020 werd hij (tijdelijk) voorzitter van het ABVV in opvolging van Robert Vertenueil die een vertrouwensstemming verloor. In september 2020 werd hij officieel voorzitter. Datzelfde jaar werd hij voorwaardelijk veroordeeld voor kwaadwillige belemmering van het verkeer in verband met het afzetten van een autosnelweg door stakers.
Sinds december 2024 is Bodson co-voorzitter van Solidaris.
Thierry Bodson liet aan de interne instanties van de socialistische vakbond laten weten eind 2025 vervroegd op te stappen als voorzitter.